# Kanton La Trinité-Porhoët
La Trinité-Porhoët is een voormalig kanton van het Franse departement Morbihan. Het kanton maakte deel uit van het arrondissement Vannes. Het werd opgeheven bij decreet van 21 februari 2014 met uitwerking op 22 maart 2015.

## Gemeenten
Het kanton La Trinité-Porhoët omvatte de volgende gemeenten:
- Évriguet
- Guilliers
- Ménéac
- Mohon
- Saint-Malo-des-Trois-Fontaines
- La Trinité-Porhoët (hoofdplaats)